# Ujeździec Wielki (gromada)
Ujeździec Wielki (do 31 XII 1959 Domanowice) – dawna gromada, czyli najmniejsza jednostka podziału terytorialnego Polskiej Rzeczypospolitej Ludowej w latach 1954–1972.
Gromady, z gromadzkimi radami narodowymi (GRN) jako organami władzy najniższego stopnia na wsi, funkcjonowały od reformy reorganizującej administrację wiejską przeprowadzonej jesienią 1954 do momentu ich zniesienia z dniem 1 stycznia 1973, tym samym wypierając organizację gminną w latach 1954–1972.
Gromadę Ujeździec Wielki z siedzibą GRN w Ujeźdźcu Wielkim utworzono 1 stycznia 1960 w powiecie trzebnickim w woj. wrocławskim w związku z przeniesieniem siedziby GRN gromady Domanowice z Domanowic do Ujeźdźca Wielkiego i zmianą nazwy jednostki (zwiększonej tego samego dnia o wsie Biedaszkowo, Brzezie, Janiszów, Koczurki i Komorowo) na gromada Ujeździec Wielki. Dla gromady ustalono 20 członków gromadzkiej rady narodowej.
Gromada przetrwała do końca 1972 roku, czyli do kolejnej reformy gminnej.